# Winchester (Connecticut)
Winchester, formalment Town of Winchester, és un town (poble) al Comtat de Litchfield a l'estat de Connecticut. Segons el cens del 2005 tenia 10.857 habitants.

## Demografia
Segons el cens del 2000, Winchester tenia 10.664 habitants, 4.371 habitatges, i 2.849 famílies. La densitat de població era de 127,6 habitants/km².
Per edats la població es repartia de la següent manera: un 23,3% tenia menys de 18 anys, un 7,1% entre 18 i 24, un 29,4% entre 25 i 44, un 25,0% de 45 a 60 i un 15,2% 65 anys o més.
L'edat mediana era de 40 anys. Per cada 100 dones de 18 o més anys hi havia 90,5 homes.
La renda mediana per habitatge era de 46.671 $ i la renda mediana per família de 57.866 $. Els homes tenien una renda mediana de 41.076 $ mentre que les dones 28.058 $. La renda per capita de la població era de 22.589 $. Aproximadament el 4,3% de les famílies i el 6,7% de la població estaven per davall del llindar de pobresa.